# Villar-Loubière
Villar-Loubière ist eine französische Gemeinde im Département Hautes-Alpes in der Region Provence-Alpes-Côte d’Azur. Sie gehört zum Kanton Saint-Bonnet-en-Champsaur im Arrondissement Gap.

## Geographie
Die Gemeinde liegt in den französischen Seealpen an der Landesgrenze zu Italien.
Die französischen Nachbargemeinden sind Saint-Maurice-en-Valgodemard und La Chapelle-en-Valgaudémar.

## Bevölkerungsentwicklung
| Jahr      | 1962 | 1968 | 1975 | 1982 | 1990 | 1999 | 2008 | 2012 |
| --------- | ---- | ---- | ---- | ---- | ---- | ---- | ---- | ---- |
| Einwohner | 90   | 95   | 78   | 74   | 59   | 62   | 49   | 45   |

## Sehenswürdigkeiten
- Wassermühle, als Monument historique eingestuft